# Сидонс патера
Сидонс патера је мања калдера (патера) на површини планете Венере. Налази се на координатама 61,6° северно и 19,4° западно (планетоцентрични координатни систем +Е 0-360). Са пречником од 47 км међу мањим је калдерама на површини ове планете. Налази се на висоравни Лакшми планум. Калдера је окружена бројним увалама насталим обрушавањем таваница над лавичним цевима.
Калдера је име добила по енглеској позоришној глумици Сари Сидонс (1755—1831). Име калдере утврдила је Међународна астрономска унија 1997. године.